# Euphorbia origanoides
Euphorbia origanoides Balf.f. es una especie fanerógama perteneciente a la familia de las euforbiáceas. 

## Distribución
Es endémica de la isla Ascensión, dependencia de un territorio de ultramar del Reino Unido al noroeste de Isla Santa Elena.

## Hábitat
E. origanoides se encuentra en las llanuras de lava seca de la isla desde casi el nivel del mar hasta 310 m s. n. m. Esta especie se caracteriza por la más xerofítica que habitan en zonas de la isla. Está amenazado por la pérdida de hábitat.

## Taxonomía
Euphorbia origanoides fue descrita por Carlos Linneo y publicado en Species Plantarum 453. 1753.
Etimología
Euphorbia: nombre genérico que deriva del médico griego del rey Juba II de Mauritania (52 a 50 a. C. - 23), Euphorbus, en su honor – o en alusión a su gran vientre –  ya que usaba médicamente Euphorbia resinifera. En 1753 Carlos Linneo asignó el nombre a todo el género.
origanoides: epíteto que significa "como Origanum".